# وادي بن سلمان (سيئون)
'

تعديل مصدري - تعديل

وادي بن سلمان هي إحدى قرى عزلة سيئون بمديرية سيئون التابعة لمحافظة حضرموت، بلغ تعداد سكانها 845 نسمة حسب تعداد اليمن لعام 2004.